# Allhallows, Cumbria
Allhallows är en civil parish i Storbritannien.   Den ligger i grevskapet Cumbria och riksdelen England, i den centrala delen av landet, 400 km nordväst om huvudstaden London. Antalet invånare är 548. Arean är 6,9 kvadratkilometer.
Terrängen i Allhallows är platt.